# Salvaterra (Pará)
Pour les articles homonymes, voir Salvaterra.
Salvaterra est une municipalité de l'île de Marajó, dans l'État du Pará (Brésil).